# Las dos caras de Ana
Las dos caras de Ana es una telenovela mexicana producida por Lucero Suárez para Televisa en colaboración con Fonovideo Productions en 2006. Está escrita por los escritores peruanos Pablo Serra y Érika Johanson y ambientada en Miami, Florida.
Está protagonizada por Ana Layevska y Rafael Amaya; y con las participaciones antagónicas de Mauricio Aspe, Alexa Damián y Leonardo Daniel. Cuenta además con las actuaciones estelares de Francisco Rubio y la primera actriz María Rubio.

## Sinopsis
Los Bustamante son dueños de una de las navieras más prestigiosas de Miami. Humberto, el patriarca y viudo, es soberbio y descarado. Gusta seducir a sus secretarias. Su hijo mayor, Ignacio, es un drogadicto con manías criminales mientras que Vicente, su hijo menor, es pusilánime y timorato. Rafael, el hijo mediano, es cálido y diligente. Si bien trabaja en la empresa familiar, sueña con convertirse en actor, profesión que su padre desaprueba rotundamente, lo que lo obliga a presentarse a una prueba de actuación a sus espaldas, utilizando un nombre artístico: Gustavo Galván.
Ana también ama la actuación. Gracias a la ayuda de Graciela, una solitaria y viuda millonaria para la que trabaja, consigue una oportunidad para audicionar en una de las mejores escuelas de actuación. Ana cuenta con el apoyo de su familia conformada por Julia, su madre; Fabián, su hermano y Marcia, su cuñada. Excepto el de Cristóbal, su novio, un joven inseguro y celoso.
Ana conoce en la prueba de actuación a Rafael sin saber su nombre. Él queda prendado de ella. Ana, se siente confundida ya que tiene novio, aunque no la acompañe en sus decisiones. Ella desconoce la verdadera identidad de Rafael mientras que él la conoce por su nombre debido a que la nombraron por la recomendación de doña Graciela.
Humberto descubre que Rafael es aceptado en la escuela de actuación y al no lograr que desista de su idea de ser actor, lo corre de la casa y de la empresa. Rafael decide usar su nombre artístico en todo momento, y se muda a vivir con Eric, un joven de origen humilde quien no duda en tenderle una mano.
Desconociendo el vínculo entre Rafael y sus hermanos, la vida de Ana queda marcada para siempre. 
Ignacio conduce bajo los efectos de las drogas y el alcohol con Vicente como su acompañante. Tras una discusión, Ignacio descuida su atención y pierde el control de su vehículo, atropellando a Fabián, el hermano de Ana. Tras lo  ocurrido, Ignacio huye pese a que Vicente le pide que se queden a ayudar al muchacho.
Ignacio y Vicente acuden a su padre y este en lugar de exigirles dar la cara, los apaña y ayuda a cubrir el delito fiel a su manera: con dinero. Pero Ana y su familia deciden denunciar a Ignacio en los medios por haber dejado a Fabián parapléjico. Este, al sentirse acorralado decide acabar antes con ellos e incendia la humilde casa de la familia durante una noche. Allí mueren Julia y Marcia, a quien Ignacio confunde con Ana.
Ana queda devastada. Su único apoyo es Graciela, quien no duda en ayudarla a ella y a Fabián. Convencida de que Ignacio es un monstruo capaz de todo, Graciela los apoya para que concreten un viaje a Nueva York, ya que si siguen en Miami e Ignacio descubre que Ana sigue viva, podría volver a atacarlos. 
Dos años después, Rafael no ha vuelto a saber nada de Ana y mantiene una relación con Irene, una chica vanidosa e interesada, que es nieta de Graciela y sólo se acerca a su abuela cuando le conviene. Irene además sostiene una relación paralela con Otto, un peligroso narcotraficante. Ana por su parte sigue viviendo en Nueva York y cuidando a Fabián mientras trabaja en varios oficios y estudia actuación. Se hace amiga de Kathy,  una estilista de una agencia de modelos. Fabián muere al poco tiempo víctima de un aneurisma a causa del mismo accidente y una vez más, Ana se siente destruida. Llevada por el dolor y la rabia de haber perdido a toda su familia, decide regresar a Miami para hacer justicia.
Ana regresa a Miami con Kathy y viven junto a Tina, una amiga de Kathy que trabaja en una boutique de lujo y las recibe en su departamento. Como fue dada por muerta, Ana toma la identidad de Marcia para acercarse a los Bustamante y así llevar a cabo su venganza. Con la ayuda de los peinados y maquillajes de Kathy, el vestuario glamoroso y provocativo que le consigue Tina, el apoyo emocional de Graciela, y sus propios conocimientos de actuación, Ana se convierte en una mujer fría, sensual y calculadora, que vuelve locos a Humberto, Vicente y sobre todo a Ignacio, quien pese a estar casado con Vania, se obsesiona desmedidamente. 
Pero también en su regreso a Miami, Ana se reencuentra con Rafael, quien se presenta ante ella y Kathy por su nombre artístico: Gustavo Galván. El amor entre Ana y Rafael / Gustavo es irremediable y pese a que ella no quiere distraerse de su afán de hacer justicia, se deja llevar por su corazón. 
Para Ana, Rafael es Gustavo, quien además de ser actor trabaja en una agencia de servicios con su amigo Eric. Ella no sospecha en lo absoluto que él es hermano de Ignacio, el asesino de Fabián. Rafael a su vez, desconoce ese oscuro pasaje en la vida de su familia.  Ambos tienen un intenso y bello romance que apacigua la vida de Ana, mientras sigue adelante en su venganza contra los Bustamante debatiéndose entre las dos caras de una misma moneda: las caras del bien y del mal.

## Elenco
- Ana Layevska - Ana Escudero Vivanco / Marcia Lazcano
- Rafael Amaya - Rafael Bustamante / Gustavo Galván
- Mauricio Aspe - Ignacio Bustamante
- Alexa Damián - Irene Alcaráz Salgado
- Leonardo Daniel - Humberto Bustamante
- María Rubio - Graciela Salgado Beristain
- Héctor Ortega - Leopoldo Ribadavia Iñárritu "Don Polo"
- Francisco Rubio - Vicente Bustamante
- Jorge Aravena - Santiago Figueroa Gómez
- Héctor Sáez - Dionisio Jiménez
- Raquel Morell - Rebeca Martínez
- Gerardo Riverón - Germán Arango
- Toño Mauri - Adrián Ponce
- Graciela Bernardos - Aurora Sarmiento
- Allisson Lozz - Paulina Gardel Durán
- Carlos López - Lucas Sánchez
- Mariana Huerdo - Claudia Alcaráz Salgado
- Socorro Bonilla - Julia Vivanco Vda. de Escudero
- Miguel Ángel Biaggio - Fabián Escudero Vivanco
- María Fernanda García - Cristina Durán de Gardel
- Gonzalo Vivanco - Carlos Garín
- Susana Diazayas - Sofía Ortega
- William Colmenares - Otto Cotrina
- Gabriela Zamora - Marcia Lazcano Retana
- Julián Legaspi - Javier Gardel
- Liliana Rodríguez - Catalina "Katy" Magaña
- Alexandra Graña - Tina Bonilla
- Ivelín Giro - Natalia Gallardo
- Ismael La Rosa - Eric Guerra
- Melvin Cabrera - Leonardo "Leo" Jiménez
- Rosalinda Rodriguez - Úrsula Peralta
- Vivian Ruiz - Alicia "Licha" Gómez
- Eduardo Rivera - Marcos Rivera
- Hannah Zea - Vania Avendaño
- Abraham Stavans - Santiago
- Kathy Serrano - Elisa Pereyra
- Agustina Stemphelet - Diana Lozano
- Tamara López - Roberta Verdaguer
- Joel Sotolongo - Antonio Roldán
- Juan Vidal - Cristóbal Acosta
- Celia Paulina - Kelly Johnson
- Valentina Bove - Laura Leguizamón
- Frank Rivers - Doctor William Newton
- Patricia Alquinta - Wendy Brown
- Yamil Sesin - Dante Rosatti
- Dalisa Alegría - Belén Acevedo
- Rubén Darío Gomez - Licenciado Ruiz
- Julio Ocampo - Gonzalo Arana
- Juan Troya - Alejandro Riviera
- Thauro - John Stanton
- Luis Celeiro - Guillermo Romano
- Miguel Gutiérrez - Juez Francisco Montero
- Leslie Stewart - Marisela[3]

## Equipo de producción
- Esta es una producción de: Fonovideo Productions
- Historia original de: Pablo Serra, Érika Johanson
- Libretos: Pablo Serra, Érika Johanson, Virginia Quintana y Edwin Valencia
- Edición literaria: Carmen Sepúlveda
- Escenografía: Rocío Vélez
- Ambientación: Érika Sánchez
- Realización de escenografía: Arturo Zapata
- Diseño de vestuario: Haydee de la Peña
- Tema musical: Coleccionista de canciones
- Autores: Paulina Carraz, Mario Domm
- Interpreta: Camila
- Música incidental: Joan Romagoza Armersol
- Musicalizador: Jesús Blanco
- Edición: Omar Blanco, Mauricio Cortés
- Jefes de producción: Ernesto Cabrera, Elizabeth Suárez
- Productor asociado: Ángel Villaverde Bolaños
- Dirección de cámaras en locación: Héctor Márquez
- Dirección de cámaras en foro: Víctor Soto
- Dirección de escena en locación: Claudia Elisa Aguilar
- Dirección de escena en foro: Gastón Tuset
- Productora ejecutiva: Lucero Suárez

## DVD
Fue lanzada en formato DVD en México y Estados Unidos. Se compone de 3 discos y contiene un resumen de la telenovela con duración de 12 horas. En el DVD de EE.UU. contiene subtítulos en inglés.

## Premios y nominaciones

### Premios TVyNovelas 2007
| Categoría                 | Nominado(a)                        | Resultado |
| ------------------------- | ---------------------------------- | --------- |
| Mejor telenovela          | Lucero Suárez                      | Nominada  |
| Mejor actriz protagónica  | Ana Layevska                       | Nominada  |
| Mejor actor protagónico   | Rafael Amaya                       | Nominado  |
| Mejor actor antagónico    | Mauricio Aspe                      | Nominado  |
| Mejor primera actriz      | María Rubio                        | Nominada  |
| Mejor actor de reparto    | Francisco Rubio                    | Nominado  |
| Mejor dirección de escena | Gastón Tuset Claudia Elisa Aguilar | Nominados |
| Mejor tema musical        | Camila                             | Nominado  |

### TV Adicto Golden Awards
| Año  | Categoría              | Nominados     | Resultado |
| ---- | ---------------------- | ------------- | --------- |
| 2006 | Mejor personaje maduro | María Rubio   | Ganadora  |
| 2006 | Mejores locaciones     | Lucero Suárez | Ganadora  |
| 2007 | Mejor final            | Lucero Suárez | Ganadora  |